# Aalst (Zaltbommel)
Aalst é uma cidade pertencente ao município de Zaltbommel, na província de Guéldria, Países Baixos, e está situada a 12 km a sudeste de Gorinchem.
Em 2001, a cidade tinha, em sua região urbana, 525 residências e 1.421 habitantes em uma área de 0.32 km². Sua área total, que inclui as partes periféricas da cidade, bem como a zona rural circundante, tem uma população aproximada de 2.000 habitantes.